# Clerlande
Clerlande é uma comuna francesa na região administrativa de Auvérnia-Ródano-Alpes, no departamento Puy-de-Dôme. Estende-se por uma área de 8,21 km². Em 2010 a comuna tinha 585 habitantes (densidade: 71,3 hab./km²).